# Delta Profronde 2004
La Delta Profronde 2004, quarantaquattresima edizione della corsa, si svolse il 4 settembre su un percorso di 199 km, con partenza a Middelburg e arrivo a Goes. Fu vinta dal belga Niko Eeckhout della squadra Lotto-Domo davanti all'australiano Robbie McEwen e all'olandese Stefan van Dijk.

## Ordine d'arrivo (Top 10)
| Pos. | Corridore           | Squadra         | Tempo    |
| ---- | ------------------- | --------------- | -------- |
| 1    | Niko Eeckhout       | Lotto-Domo      | 4h21'55" |
| 2    | Robbie McEwen       | Lotto-Domo      | a 1"     |
| 3    | Stefan van Dijk     | Lotto-Domo      | s.t.     |
| 4    | Jans Koerts         | Choc. Jacques   | s.t.     |
| 5    | Wouter Van Mechelen | Vlaanderen      | s.t.     |
| 6    | Jo Planckaert       | MrBookmaker     | s.t.     |
| 7    | Thor Hushovd        | Crédit Agricole | s.t.     |
| 8    | Paolo Bettini       | Quick Step      | s.t.     |
| 9    | Christoph Roodhooft | MrBookmaker     | s.t.     |
| 10   | Steven de Jongh     | Rabobank        | s.t.     |